# الهادي السليماني
الهادي السليماني (بالإنجليزية:Hedi Slimani) هو ملاكم من أصل تونسي محترف في  بلجيكا (ولد في 3 مارس 1987) بداياته كانت مع نادي الحي الوطني الرّياضي بالمنزه عام 2001 وعمره آنذاك لم يتجاوز الـ 14 سنة، أطّره السّيّد«توفيق البلبولي» لمدّة سنة ثمّ السّيّد«منير الشّعيبي» لمدّة سبع سنوات. ألتحق بعالم الاحتراف سنة 2009 وأصبح الهادي السليماني بطل أفريقيا في وزن الخفيف بعد أن استطاع أن يهزم ملاكم  جنوب إفريقيا «مازونكي فانا» بطل العالم الإتحاد الدولي للملاكمة سابقا
عناوين:
بطل افريقيا في الملاكمة «الهادي السليماني» لـ«جريدة الأفق الرياضي»: هروبي إلى بلجيكا نقطة تحوّل في مسيرتي الاحترافية... وسأواصل تشريف الراية الوطنية
ملاكمة محترفة

## وصلات خارجية
- الهادي السليماني على موقع بوكس ريك (الإنجليزية) (registration required)